# Hans-Joachim Radde
Hans-Joachim Radde (* 10. März 1927 in Landsberg an der Warthe, dem heutigen Gorzów Wielkopolski, Polen; † im Oktober 2009) war ein deutscher Diplomat der DDR.

## Leben und Wirken
Hans-Joachim Radde wurde 1937 im damals deutschen Landsberg an der Warthe, das nach dem Zweiten Weltkrieg zum polnischen Gorzów Wielkopolski wurde, als Sohn eines Kaufmanns geboren. Dort besuchte er auch die Oberschule und schloss sie mit dem Abitur ab.
Er leistete Kriegsdienst und geriet in Kriegsgefangenschaft. Als Vertriebener ließ er sich in der Sowjetischen Besatzungszone (SBZ) nieder und trat in die 1946 entstandene Sozialistische Einheitspartei Deutschlands (SED) ein. 1948 übernahm er Funktionärsaufgaben. So wurde er Leiter der SED-Landes-Parteischule Brandenburg und der SED-Bezirksparteischule Magdeburg. Von 1958 bis 1960 war er Sekretär für Agitprop in der SED-Kreisleitung Aschersleben.
1962 trat er in den auswärtigen Dienst der DDR. Zeitweilig war er Geschäftsträger der DDR-Botschaft in der Volksrepublik China. Von November 1963 bis August 1968 wirkte er als Generalkonsul in Burma und danach bis April 1973 als Leiter der Abteilung Südostasien im Ministerium für Auswärtige Angelegenheiten.
An der Parteihochschule der SED wurde er 1969 zum „Dr. rer. pol.“ promoviert. Von April 1973 bis September 1977 war er als Botschafter der DDR in der Arabischen Republik Ägypten eingesetzt. Seine letzte nachgewiesene berufliche Station war das Institut für Internationale Arbeiterbewegung der Akademie für Gesellschaftswissenschaften (AfG) beim ZK der SED in Berlin.
Radde beteiligte sich an einer Publikation, die den Einmarsch der Sowjetunion in Afghanistan rechtfertigte. In der ersten Auflage deren Hauptautor, wurde er in der erweiterten Neuauflage 1981 (Revolutionäres Afghanistan. Zum 3. Jahrestag der April-Revolution) als alleiniger Autor angegeben. Er bezeichnete darin die Okkupation als „Hilfsaktion“ und kommentierte westliche Reaktionen im Duktus der DDR-Ideologie als „Hetze“, „Lügen“, „Verleumdungen“, „antikommunistische Hysterie“ und „imperialistische Aggressionen“.

## Auszeichnungen
- 1959: Verdienstmedaille der DDR
- 1969: Vaterländischer Verdienstorden in Bronze

## Schriften
- (im Autoren-Kollektiv:) Revolutionäres Afghanistan. Herausgegeben von der Akademie für Gesellschaftswissenschaften beim Zentralkomitee der SED, Institut für Internationale Arbeiterbewegung. Autorenkollektiv, Leitung: Hans-Joachim Radde, Egon Dummer. Dietz Verlag, Berlin 1980.
- (als Allein-Autor:) Revolutionäres Afghanistan. Zum 3. Jahrestag der April-Revolution (= Für antiimperialistische Solidarität; Nr. 26). Solidaritätskomitee der DDR, Berlin 1981.
- (als Herausgeber:) Programmatische Dokumente kommunistischer und Arbeiterparteien sowie anderer revolutionärer Parteien in Asien, Afrika und Lateinamerika. Teil 1: Asien (= Thematische Information und Dokumentation; Reihe C, Heft 13). Akademie für Gesellschaftswissenschaften beim ZK der SED, Berlin 1982.